# ショッピングセンター・ラブ
ショッピングセンター・ラブとは、かつて群馬県太田市高林寿町1809にあった高林協同開発株式会社が管理・運営するショッピングセンターである。

## 施設概要
国道407号と群馬県道142号綿貫篠塚線が交わる高林交差点至近に立地していた。
- 所在地 - 〒373-0824　群馬県太田市高林寿町1809
- 運営管理 - 高林協同開発株式会社
- 開店日 - 1981年（昭和56年）6月1日
- 建物 - 地上2階建
- 店舗面積 - 18,134㎡
- 店舗数 - 70店舗
- 駐車場 - 800台（無料）
- 営業時間 - 10:00～20:00

## 沿革
- 1981年（昭和56年）6月21日 - ニチイ太田高林店を核テナントとしてオープン。
- 2002年（平成14年）4月21日 - 核テナントであった太田高林サティが撤退。
- 2002年（平成14年）6月1日 - 1F食料品売り場にフレッセイオープン。
- 2002年（平成14年- グランドオープン。
- 2007年（平成19年）5月15日 - フレッセイ撤退。後続テナントに丸鮮市場オープン。
- 2013年（平成25年）9月25日 - 閉店。

## 主な専門店
2009年8月1日時点。

### 1F
- アップルシティ（スイミングスクール）
- キャプテンブック（雑誌・書籍）
- ケンタッキーフライドチキン（ファストフード）
- 登利平（鳥めし）
- ドロップス（生活雑貨）
- マツモトキヨシ（ドラッグストア）
- 丸鮮市場（スーパーマーケット）
- ミスタードーナツ（ファストフード）
- すの～ぴあ(ファーストフード、定食)
- エコー(ラーメン、お好み焼き)
- 砂場(うどん、そば)
- おもちゃのキンコンカンS.C.ラブ店(玩具)

### 2F
- アップルシティ高林（フィットネスクラブ）
- ザ・ダイソー（100円ショップ）
- パシオス（ファッションプラザ）

## 過去のテナント
- フレッセイ高林店 〔2007年5月15日退店〕

## その他
- ニチイが核テナントであった時には駐車場に当時県内唯一のドライブインシアター、「ラブ・シアター」が存在した。閉館後も長らくスクリーンが残されていた。
- ニチイ→サティ時代にピープル（現・コナミスポーツクラブ）が運営していたスイミングスクールは2002年に太田高林サティとともに撤退したが、野間スイミングスクールが引き継ぎ、アップルシティ高林となっている。
- 跡地には2014年11月にケーズデンキ太田店がオープンしている。ニチイ時代からのテナントであるケンタッキーフライドチキンは同じ場所で存続している。

## アクセス

### 自家用車
- 北関東自動車道太田桐生ICより国道122号、国道407号経由、約8㎞。

### 公共交通機関

#### 路線バス
- 太田駅南口より熊谷駅北口行乗車。「高林北」下車。徒歩約1分。

座標: 北緯36度15分45.9秒 東経139度22分33.4秒 / 北緯36.262750度 東経139.375944度